# 福岡雙葉小学校
福岡雙葉小学校（ふくおかふたばしょうがっこう）は、福岡県福岡市中央区御所ヶ谷に所在する私立女子小学校。
カトリック系ミッションスクールであり、幼きイエス会（旧サン・モール修道会）を設立母体とする。

## 概要
2012年からコース制が導入され、各教科を日本語で学習する「雙葉（FUTABA）コース」と、算数や理科を英語イマージョンで学習する「グローバルコミュニケーション (GC) コース」がある。
1学年3クラス115名（附属幼稚園からの進学者含む）のうち、GCコースが35名、FUTABAコースが80名となっている。両コースとも1年生から英語を学ぶのは変わらないが、FUTABAコースでは英語以外の教科すべてを日本語で学ぶ。GCコースは、算数・理科・英語・生活科などが英語で授業が行われるほか、外国人教師が学級担任となり、学級活動や学校行事も主に英語で行われ、いつも英語に浸った環境が整えられている。GCコースの教師は全員、英語圏の国の出身で、教員の資格を持つ者が担当している。
宗教・英語・音楽・図工・理科・体育の各教科はそれぞれ専門の教師が担当し、国語・算数・社会・生活・道徳などの教科指導は担任が担当している。

## 沿革

### 年表
- 1933年（昭和08年）2月 - 財団法人サン・モール修道会により、福岡女子商業学校として設立。
- 1944年（昭和19年）11月 - 財団法人福岡女子商業学校を設立し、同法人の経営となる。
- 1954年（昭和29年）4月 - 福岡雙葉小学校を開校。
- 2014年（平成26年）8月 - 校舎改築のため、同年に閉校した福岡市立大名小学校跡を仮校舎とする。
- 2016年（平成28年）3月 - 新校舎落成。

## 交通
児童の主な通学手段
- 鉄道 - 福岡市地下鉄七隈線
- バス - 西鉄バス

最寄り鉄道駅など
- 福岡市営地下鉄薬院大通駅、桜坂駅
- 西鉄バス南薬院バス停、動物園入口バス停、教会前バス停

## 著名な出身者
- 藤本万梨乃 - フジテレビアナウンサー
- 宮瀬茉祐子 - フリーアナウンサー、元フジテレビアナウンサー
- 吉田奈央  - フリーアナウンサー
- 穐吉次代  - 女優、双葉山定次の孫
- 奥田芙美代 - 参議院議員